# Leptobrachium xanthops
Leptobrachium xanthops es una especie de anfibio anuro de la familia Megophryidae.

## Distribución geográfica
Esta especie es endémica de la provincia de Sekong en Laos.

## Descripción
El nombre específico xanthops proviene del griego xanthos, amarillo, y de ops, el ojo, con referencia al color del iris de esta especie.

## Publicación original
- Stuart, Phimmachak, Seateun & Sivongxay, 2012 : A new Leptobrachium (Anura: Megophryidae) from the highlands of southeastern Laos. Zootaxa, n.º 3155, p. 29-37[4]